# Marconi Volley 1993-1994 (maschile)
Questa voce raccoglie le informazioni riguardanti la Marconi Volley nelle competizioni ufficiali della stagione 1993-1994.

## Stagione
Neoretrocessa in Serie A2, l'annata vide la Marconi al centro di un corposo ricambio generazionale. Confermato in panchina Giuseppe Cuccarini, il quale era subentrato a Massimo Barbolini sul finire della stagione precedente, l'inevitabile ridimensionamento dettato dal declassamento portò la società a puntare, accanto ai senatori rimasti (Berengan, Castellano, Mazzali e Selvaggi), su vari elementi del vivaio nell'occasione promossi in prima squadra, quali l'alzatore Edoardo Aliffi, l'opposto Paride Foschi, il martello Marco Mancini oltreché gli spoletini doc Emanuele Cecconi e Paolo Restani; trovarono comunque posto in rosa due centrali stranieri, il russo Vladimir Alekno e lo svedese Peter Tholse.
Con questo assetto, la formazione umbra condusse un campionato tranquillo chiuso al sesto posto in classifica, mantenendo agevolmente la categoria. La Coppa Italia vide invece il sestetto gialloverde uscire di scena già al primo turno per mano dei pari categoria del Tomei Livorno.

## Organigramma societario
Area direttiva
- Presidente onorario: Elvio venturi
- Presidente: Alberto Corsetti
- Vicepresidente: Anna Rosati

Area organizzativa
- Segretario: Francesco Fontani
- Dirigente accompagnatore: Adriano Massarini

Area sportiva
- Direttore sportivo: Enrico Zaffini

Area comunicazione
- Addetto stampa: Giancarlo Cintioli
- Responsabile relazioni esterne: Fabrizio Bolli

Area tecnica
- Allenatore: Giuseppe Cuccarini
- Allenatore in seconda: Gian Luca Cofanelli

Area sanitaria
- Medico sociale: Bruno Stafisso
- Massaggiatore: Petr Janku

## Rosa
| N° | Nome                | Ruolo | Data di nascita  | Nazionalità sportiva |
| -- | ------------------- | ----- | ---------------- | -------------------- |
| 1  | Paolo Restani       | P     | 1974             | Italia               |
| 2  | Peter Tholse        | C     | 6 ottobre 1965   | Svezia               |
| 3  | Valter Mariotti     | C     | 1972             | Italia               |
| 4  | Enrico Berengan     | U     | 10 aprile 1965   | Italia               |
| 5  | Vladimir Alekno     | C     | 4 dicembre 1966  | Russia               |
| 6  | Marco Mancini       | S     | 4 settembre 1975 | Italia               |
| 7  | Paride Foschi       | S     | 10 marzo 1973    | Italia               |
| 9  | Roberto Mazzali     | S     | 24 aprile 1968   | Italia               |
| 10 | Giuseppe Selvaggi   | P     | 21 luglio 1964   | Italia               |
| 11 | Edoardo Aliffi      | P     | 9 gennaio 1976   | Italia               |
| 12 | Emanuele Cecconi    | C     | 17 agosto 1975   | Italia               |
| 13 | Maurizio Castellano | C     | 17 febbraio 1971 | Italia               |